# George Carlin
George Denis Patrick Carlin (New York City, 12. svibnja, 1937. – Santa Monica, 22. lipnja 2008.) je bio američki glumac, komičar.

## Vanjske poveznice
- George Carlin na IMDB-u